# Ecsenius paroculus
Ecsenius paroculus är en fiskart som beskrevs av Springer, 1988. Ecsenius paroculus ingår i släktet Ecsenius och familjen Blenniidae. Inga underarter finns listade i Catalogue of Life.